# Federação Sueca de Xadrez
A Federação Sueca de Xadrez - SSF (sueco : Sveriges Schackförbund) é um organismo desportivo sueco regulando o xadrez em Suécia. Foi criada em 1917. 
O presidente atual é Anil Surender.
O vice-presidente é Peter Halvarsson.
A sede da federação é Stockholm.
A Federação Sueca de Xadrez é filiada ao organismo internacional (World Chess Federation).

## Organização

### Junta diretiva

#### Funcionamento
A junta diretiva é composta de um presidente, um vice-presidente, e 5 membros, eleitos para um mandato de 5 anos. 

#### Composição atual
- presidente: Anil Surender
- vice-presidente: Peter Halvarsson

## Enxadristas suecos
- Ulf Andersson (nascido em 1955)
- Peter Halvarsson, vice-presidente da Federação Sueca de Xadrez